# 鍋島直紀
鍋島 直紀（なべしま なおただ）は、江戸時代末期の大名、明治前期の華族。
肥前国蓮池藩第9代（最後）藩主、同藩初代（最後）知藩事。

## 生涯
文政9年（1826年）5月25日、第8代藩主・鍋島直与の長男として蓮池館で生まれる。幼少時は藩校・成章館で学んだ。天保14年（1843年）5月以降は、成章館教授・満野荷州（順、代右衛門）が侍講として教育にあたった。弘化2年（1845年）7月28日、父の隠居により家督を継ぐが、元治元年（1864年）までは隠居した父が実権を握っていた。
安政元年（1854年）より幕命で5年間の公務猶予が許された代わりに、長崎防備の強化を命じられ、そのための出費で財政がさらに悪化した。このため、借金が一気に増大している。元治元年（1864年）の第1次長州征伐では幕府方として1000人の兵を出し、父の命令で京都にも出兵している。
慶応4年（1868年）1月、戊辰戦争では新政府に恭順して、弟石井忠躬を名代に任じ出羽秋田藩に出兵した。明治2年（1869年）の版籍奉還で蓮池藩知事に任じられ、明治4年（1871年）7月の廃藩置県で免官されて東京へ移った。明治4年11月5日（1871年12月16日）に隠居し、家督は養子の直柔が継承した。
明治24年（1891年）2月23日、東京麻布邸で死去した。享年66。

## 栄典
- 1885年（明治18年）4月13日 - 正五位[2]

## 系譜
父母
- 鍋島直与（父）
- 千万、遂子、千萬君 ー 甘露寺国長の養女、鍋島直正の養女、二条治孝の娘（母）

正室、継室
- 常子 ー 鍋島直堯の娘（正室）
- 謁女 ー 鍋島直永の娘（継室）

子女
- 松平乗長[3]（六男）
- 輝子 ー 鍋島直柔正室
- 篤子 ー 阿部正桓継室、鍋島直大の養女
- 親 ー 鍋島熊太郎室後に大久保教正正室
- 常子 ー 井伊直憲継室
- 孝子（九女） ー 本庄宗義継室

養子
- 鍋島直柔 ー 鍋島直正の八男